# Tour de Romandía 1973
La 27.ª edición del Tour de Romandía se disputó del 8 de mayo al 13 de mayo de 1973 con un recorrido de 899,1 km dividido en un prólogo inicial y 6 etapas, con inicio en Ginebra, y final en Lancy.
El vencedor fue el belga Wilfried David, cubriendo la prueba a una velocidad media de 37,1 km/h.

## Etapas[1]
| Etapa   | Recorrido              | Km   | Ganador            |
| Prólogo | Ginebra                | 8,5  | Bianchi-Campagnolo |
| 1.ª     | Ginebra-Les Diablerets | 199  | Giancarlo Polidori |
| 2.ª     | Les Diablerets-Moutier | 210  | Donato Giuliani    |
| 3.ª     | Moutier-Sainte-Croix   | 175  | Lucien Van Impe    |
| 4.ªa    | Sainte-Croix-Friburgo  | 90,6 | Marcello Bergamo   |
| 4.ªb    | Friburgo-Charmey       | 27   | Wilfried David     |
| 5.ª     | Charmey-Lancy          | 189  | Gérard Moneyron    |

## Clasificaciones
Así quedaron los diez primeros de la clasificación general de la segunda edición del Tour de Romandía
| \| 1. \| Wilfried David \| Bélgica \| 24h 12'39" \| \| \| 2. \| Lucien Van Impe \| Bélgica \| + 2'52" \| \| \| 3. \| Michel Pollentier \| Bélgica \| + 3'44" \| \| \| 4. \| Mariano Martinez \| Francia \| + 4'39" \| \| \| 5. \| Giancarlo Polidori \| Italia \| + 4'41" \| \| \| 6. \| Felice Gimondi \| Italia \| + 5'15" \| \| \| 7. \| Ole Ritter \| Dinamarca \| + 5'36" \| \| \| 8. \| Gösta Pettersson \| Francia \| + 5'58" \| \| \| 9. \| Gonzalo Aja \| España \| + 6'07" \| \| \| 10. \| Giovanni Cavalcanti \| Italia \| + 6'43" \| \| |                     |           |            |  |
| 1. | Wilfried David      | Bélgica   | 24h 12'39" |  |
| 2. | Lucien Van Impe     | Bélgica   | + 2'52"    |  |
| 3. | Michel Pollentier   | Bélgica   | + 3'44"    |  |
| 4. | Mariano Martinez    | Francia   | + 4'39"    |  |
| 5. | Giancarlo Polidori  | Italia    | + 4'41"    |  |
| 6. | Felice Gimondi      | Italia    | + 5'15"    |  |
| 7. | Ole Ritter          | Dinamarca | + 5'36"    |  |
| 8. | Gösta Pettersson    | Francia   | + 5'58"    |  |
| 9. | Gonzalo Aja         | España    | + 6'07"    |  |
| 10. | Giovanni Cavalcanti | Italia    | + 6'43"    |  |